# Гельсінкі-Малмі
Аеропорт Гельсінкі-Малмі (фін. Helsinki-Malmin lentoasema, швед. Helsingfors-Malm flygplats) (IATA: HEM, ICAO: EFHF) — один з двох аеропортів міста Гельсінкі, розташований в районі Малмі за 10 км на північ.
До відкриття в 1952 році аеропорт Гельсінкі-Вантаа був головним аеропортом не тільки Гельсінкі, але і всієї Фінляндії. 
До лютого 2022 використовується малою авіацією 

і в тренувальних цілях. 
За авіатрафіком це був другий аеропорт Фінляндії після Вантаа 
.
Уряд Гельсінкі аеропорт виставив на продаж за ~ 12 млн євро 
. 
Його територію планується використати під житлову забудову. 
Плани закриття аеропорту зустріли значний опір 
, 
а громадська ініціатива «Lex Malmi» набрала 50 тисяч голосів і досягла обговорення питання депутатами парламенту 
.

## Історія
Перший наземний аеропорт Гельсінкі, розташований в Таттарісуо в районі Малмі, почав діяти у грудні 1936 
. 
Зараз це територія району Малмі у Гельсінкі. Гідроплани Aero Ltd (зараз Finnair) були невідкладно перероблені в літаки наземного базування та почали здійснювати польоти з нового аеропорту разом із малими повітряними суднами. 
Будівля аеровокзалу була побудована в стилі функціоналізму за проектом архітекторів Дага Енглунда і Віри Розендаль, і введена в дію в 1938 

Офіційна церемонія відкриття відбулася 15 травня 1938 року.
Аеропорт Гельсінкі-Малмі був першим аеропортом у світі, який спочатку створювався як міжнародний аеропорт. 
Це зробило подорож до столиці Фінляндії набагато швидше, ніж раніше. 
Наприкінці 1930-х гг. було налагоджено авіаційне сполучення з усіма головними містами Фінляндії, а 1940 р. стало можливим літати навіть у Петсамо на Крайню Північ.
Під час Зимової війни цивільне повітряне сполучення було припинено, і аеропорт використовувався військово-повітряними силами Фінляндії. Громадянський пасажиропотік було переведено на інші аеродроми. 
В 1941-1944 pp. аеропорт використовувався як у військових, так і в цивільних цілях. 
Після виходу Фінляндії з війни у вересні 1944 р. аеропорт було передано під контроль Союзної контрольної комісії у Фінляндії. 
Він був повернутий у розпорядження Фінляндії в 1946 році.
Під час війни були розроблені нові авіаційні технології, повітряні судна стали більшими і потужнішими, розквітла авіабудівна промисловість та комерційні повітряні перевезення. 
Але аеропорт Малмі виявився не готовим до цих змін. 
Стало очевидним, що переробка злітно-посадкових смуг аеропорту Малмі, які розташовані на глинистих грунтах у заболоченій місцевості, обійдеться надто дорого. 
Це потребувало б улаштування пальового фундаменту та великих робіт зі зміцнення ґрунтів.
Новий аеропорт Гельсінкі-Вантаа, що відповідає міжнародним стандартам, було відкрито до літніх Олімпійських ігор 1952 р. у Сеутулі. 
Регулярні лінії поступово переміщалися з Малмі до нового аеропорту, але аеропорт Малмі продовжував використовуватися для комерційних та чартерних рейсів багато років. 
Також аеропорт відомий, що саме з нього 28 травня 1987 року (в «День прикордонних військ СРСР»), після необхідної дозаправки почався фінальний етап перельоту німецького пілота Матіаса Руста за маршрутом Гамбург-Рейк'явік-Гельсінкі-Москва, Червона площа, що призвів до звільнення Міністра оборони СРСР Соколова та ряду військовоначальників. 
Про цю подію нагадує пам'ятна табличка на будівлі аеровокзалу.

## Майбутнє
Місто Гельсінкі планує побудувати нове житло на території колишнього аеропорту для приблизно 25 000 мешканців 
, 
будівництво планується розпочати у 2024 році 
.